# Cabletron Systems
Cabletron Systems war ein bedeutender US-amerikanischer Netzwerkausrüster.
Gegründet wurde die Firma 1983 in Massachusetts von Craig Benson (dem späteren Gouverneur von New Hampshire) und Robert Levine. Die Firma zog um nach Rochester (New Hampshire) und beschäftigte zeitweise 6.600 Mitarbeiter. Sie stellte Netzwerkequipment wie Router und Switches her. 1997 kaufte sie die Netzwerksparte der Firma DEC.
Als die Konkurrenz, etwa von Cisco und 3Com, zu groß wurde, bildete man im Februar 2000 folgende Tochterfirmen und fungierte als deren Holding: Enterasys Networks, Riverstone Networks, Aprisma Management Technologies und Global Network Technology Services.